# Aegialites leleji
Aegialites leleji es una especie de coleóptero de la familia Salpingidae.

## Distribución geográfica
Habita en Rusia.